# Bonsrima
Bonsrima, également orthographié Bonsirima, est une commune rurale située dans le département de Toécé de la province du Bazèga dans la région du Centre-Sud au Burkina Faso.

## Géographie
Bonsrima est situé à 10 km au nord-est de Toécé et à 5 km au nord-est de Dagouma et de la route nationale 5.

## Économie
L'économie de la commune est liée principalement à l'agriculture et à l'élevage, avec la pratique du maraîchage et de cultures de contre-saison en saison sèche sur la rive droite du barrage de Sincéné. Le commerce est lié à l'activité du marché, qui a lieu tous les trois jours, et est l'un des plus grands marchés du département.
Les compagnies de transport routier relient quotidiennement Bonsrima à Ouagadougou.

## Santé et éducation
Bonsrima accueille un centre de santé et de promotion sociale (CSPS).